# Narthecium americanum
Espèce
Narthecium americanum est une espèce de plantes monocotylédones de la famille des Nartheciaceae.